# إدارة خدمة الأعمال
إدارة خدمة الأعمال (BSM) هي منهجية لرصد وقياس خدمات تكنولوجيا المعلومات بمنظور تجاري، بعبارة أخرى، هي مجموعة من أدوات إدارة البرمجيات والعمليات وطرق إدارة تكنولوجيا المعلومات من خلال منهج عمل محوري. إن أدوات تكنولوجيا  (BSM) مصممة لمساعدة منظمات لعرض و إدارة بيئات التكنولوجيا لدعم أفضل وتحقيق الخدمات الأساسية التي تقدمها للعمل. إن أدوات BSM تعد عناصر مهمة للعملية الشعبية المتزايدة التي تركز على دراسة إدارة خدمات تكنولوجيا المعلومات (ITSM)  وهي تتكون من كل من عملية منظمة وبرامج تمكين. مكتبة البنية التحتية للمعلوماتية (ITIL) هي مجموعة من مفاهيم وأطر إدارة تكنولوجيا المعلومات التي عرفت مؤخرا باعتبارها أفضل الممارسات لإدارة البنية التحتية لتكنولوجيا المعلومات والعمليات.
تسمح  BSM لأقسام تكنولوجيا المعلومات بالعمل عن طريق الخدمة بدلا من عناصر التكوين الفردية أو صومعة التكنولوجيا، إتاحة ترتيب الأولويات من الجهود، وفي النهاية تحسين الخدمة التي يتم تسليمها للعمل أو المنظمة. معظم البائعين الذين يقدمون برمجيات وخدمات  BSM يتضمنون Accelops ، برمجيات BMC، إدارة خدمات الأعمال HP ,، برنامج برمجيات إدارة المشاريع أوراكل، برنامج آي بي إم تيفولي، خدمة إدارة الأعمال نوفيل, Zyrion Traverse.، CA Technologies Computer Associates و Compuware.
إن لمس دورة حياة كل هذه العمليات من خلال مكتبة البنية التحتية لتكنولوجيا المعلومات و BSM هو وسيلة للجمع بين العديد من العمليات المختلفة والأدوات وخلق تحسن قابل للقياس الكمي في الكفاءة والقدرة على عرض التكنولوجيا وثيقة الصلة بالعملية التجارية.

## بالمقارنة بشبكة الرصد التقليدية
برمجيات BSM هي ثمرة شبكة النظم الإدارية كبرنامج يقيس الأداء وتوفير مكونات الشبكات عبر مركز البيانات. شبكة إدارة النظم التقليدية تركز على قياس ومراقبة المقاييس الفنية واتجاهات تطبيقات تكنولوجيا المعلومات والبنية التحتية. المستخدمين الأوليين لهذه النظم من الفنيين ومسؤول النظام عن الأنظمة في عمليات تنظيم تكنولوجيا المعلومات. على الرغم من أن هذه النظم تمكن فريق عمليات تكنولوجيا المعلومات من تحديد مجالات المشاكل لقطعة معينة من البنية التحتية من وجهة نظر تكنولوجية فإنه توجد ثغرات كبيرة في تحديد تأثير العمل على مشكلة معينة. على سبيل المثال، إذا فشل جهاز التوجيه والملقم في نفس الوقت، فإن هذه النظم لا تستطيع تقديم أي وسيلة لمشغل مركز عمليات الشبكات لتحديد أي من هذه العناصر أكثر أهمية أو أي خدمات الأعمال قد تأثرت بفشل هذه الأجهزة.
بالإضافة إلى ذلك، فإن أحدث التقنيات مثل الهندسة الموجهة للخدمات، التمثيل الافتراضي، حوسبة سحابية، بوابات المؤسسات، جريد كمبيوتنج،  المزج (تهجين تطبيقات الويب) من خلال المنظمات تجعل اكتشاف الأخطاء ورصد خدمات العمل صعب للغاية. عملية تجارية واحدة أو خدمة يمكن أن تكون مدعمة من قبل عدة تطبيقات مركبة، كل منها يمكن أن يعتمد على مجموعة متنوعة من عناصر الحوسبة الموزعة والاتصالات. قد تؤثر قضية معزولة في أي مكان في هذه الشبكة المعقدة على واحد أو أكثر من المهام في العملية التجارية. نظم إدارة الشبكات التقليدية ودراسات الرصد المرتكزة على التكنولوجيا غير قادرين على تحديد تأثير العمل على قضية ما في مثل بيئة البنية التحتية المعقدة هذه.
أحدث نظم BSM توفر رؤية موحدة لمركز البيانات مما يتيح لمسئولي مركز البيانات عرض وإدارة التطبيقات والشبكات والأحداث عادة من لوحة المعلومات المشتركة، هذا يعني استطاعة مديري مركز البيانات رؤية المشاكل وإصلاحها قبل أن يفعل العملاء.

## منهجية إدارة الأعمال
على الرغم من أن BSM معروف بأنه منهجية لإدارة تكنولوجيا المعلومات عن طريق مواءمة خدمات تكنولوجيا المعلومات والبنية التحتية لتكنولوجيا المعلومات المدعمة لتلك الخدمات مع العمليات التجارية ، فهي أيضا منهجية إدارة عن طريق مساعدة الشركات بما في ذلك أقسام تكنولوجيا المعلومات لديهم، عرض أنشطتهم كالخدمات التي يقدمونها للعملاء الداخليين والخارجيين.
توفر BSM إطارا حاسما للتأكد من أن الأعمال المواجهة للعملاء والفرق الداخلية من خلال منظمة ما معروفة وشفافة لعملائها الذين يمكنهم بعد ذلك التأثير على وظيفة وجودة الخدمات التي يتلقونها.  BSM تكمل إدارة العملية التجارية BPM عن طريق مساعدة منظمة ما على تقديم خدمات أكثر فاعلية في العمليات التجارية. معا BSM و BPM يشكلان أساسا لعملية تحسين شاملة و كاملة . تضيف  BSM خدمات مركزية عبر العمليات التجارية وتسهل اقتصادات الحجم الكبير في الخدمات التي تساهم في عمليات متعددة.
وتذهب BSM لأبعد من إدارة خدمات تكنولوجيا المعلومات، فهي تساعد المنظمات على فهم أفضل لخدمات الأعمال التجارية التي تعمل على قمة البنية التحتية لتكنولوجيا المعلومات جامعة بين تكنولوجيا المعلومات و أدوات الإدارة التي لا تتعلق بتكنولوجيا المعلومات في نظام متماسك لتقديم الخدمات.
BSM يركز على الفريق ويمكن استخدامه بواسطة أي فريق في منظمة لتحسين الأداء اعتمادا على الملكية، الالتزام والفخر والعمل الجماعي . من خلال BSM يمكن للفريق اضفاء الطابع الرسمي على الخدمات التي يقدمونها كاتفاقات مستوى الخدمة الداخلية أو اتفاقات المستوى التشغيلي. تستطيع BSM أيضا يمكن أن تساعد الفرق على مراجعة قدرات وقيود «السكان، العملية والتكنولوجيا» الخاصة بهم لمعرفة كيفية تحسينها وبالتالي تحسين الخدمات التي يقدمونها.